# Johann Gottfried Müthel
Johann Gottfried Müthel (ur. 17 stycznia 1728 w Mölln, zm. 14 lipca 1788 w Bienenhof koło Rygi) – niemiecki kompozytor.

## Życiorys
Był synem organisty Christiana Caspara Müthela (1696–1764). Uczył się u Johanna Paula Kunzena w Lubece, w 1747 roku został organistą i nauczycielem muzyki na dworze księcia Meklemburgii-Schwerinu Chrystiana Ludwika II. W 1750 roku otrzymał urlop od obowiązków dworskich i udał się do Lipska, gdzie uczył się u J.S. Bacha. Po jego śmierci kształcił się u Johanna Christopha Altnikola w Naumburgu, Johanna Adolfa Hassego w Dreźnie i C.P.E. Bacha w Poczdamie. W 1753 roku wyjechał do Rygi, gdzie został kierownikiem kapeli tajnego radcy Otto Hermanna von Vietinghoffa, a od 1755 roku pełnił także funkcję organisty kościoła św. Piotra.

## Twórczość
Był przedstawicielem okresu Sturm und Drang w muzyce niemieckiej. Jego dorobek kompozytorski obejmuje m.in. 10 koncertów klawesynowych, koncert na 2 fagoty i orkiestrę smyczkową, sonaty klawesynowe, utwory organowe. Tworzył utwory o wysokim stopniu zaawansowania technicznego, które sam także wykonywał. Komponował wolno i tylko w odpowiednim nastroju, często popadając w przesadę widoczną w poszarpanych liniach melodycznych i rozdrobnionej rytmice zbudowanej z krótkich motywów. Jako wykonawca występował tylko w okresie zimowym, twierdząc, że w innej porze roku rozprasza go stukot końskich kopyt.